# Samer Hassan
Samer Hassan (Madrid, 1982) es un científico informático, científico social y activista, centrado en el estudio de la economía colaborativa, las comunidades online y las tecnologías descentralizadas (como blockchain). Es profesor titular de la Universidad Complutense de Madrid e investigador ("faculty associate") del Berkman Klein Center for Internet & Society de la Universidad de Harvard. Ha recibido una beca ERC de 1,5M € con el proyecto P2P Models, para investigar organizaciones autónomas descentralizadas, basadas en blockchain, para la economía colaborativa.

## Educación y carrera
Samer Hassan es un académico con una formación interdisciplinar que combina las ciencias de la computación con las ciencias sociales y el activismo. Es Licenciado en Ingeniería Informática y Máster en Inteligencia Artificial por la Universidad Complutense de Madrid (UCM) en España. También cursó 3 años de Ciencias Políticas en la Universidad de Educación a Distancia (UNED). Posteriormente ha realizado un doctorado en Simulación Social en el departamento de Ingeniería de Software e Inteligencia Artificial de la UCM, bajo la dirección de Juan Pavón y Millán Arroyo-Menéndez. Ha estado investigando en varias instituciones, financiado por varias becas y premios, entre los que destaca el Real Colegio Complutense de Harvard , y las becas postdoctorales españolas Juan de la Cierva y José Castillejo. Fue investigador visitante en el Centro de Investigación en Simulación Social de la Universidad de Surrey en el Reino Unido, trabajando bajo la supervisión de Nigel Gilbert (2007-2008), y fue profesor en la Universidad Americana de Ciencia y Tecnología en Líbano (2010-2011). Fue seleccionado como Fellow en el Berkman-Klein Center for Internet & Society de la Universidad de Harvard (2015-2017) y desde 2018 es Faculty Associate en la misma estructura.

## Activismo y compromiso social
Como activista, Samer Hassan ha estado involucrado en iniciativas tanto offline (La Tabacalera de Lavapiés, Medialab-Prado) como online. Fue acreditado como facilitador de organizaciones de base por la Cooperativa Altekio. Fue cofundador de la asociación Comunes en 2009 y el proyecto webtool Move Commons en 2010. Ha coorganizado talleres orientados a profesionales sobre cooperativas de plataformas y herramientas descentralizadas de código abierto / gratuito para comunidades, y ha presentado su trabajo en conferencias académicas de Mozilla, Internet Archive y otros. Como defensor de la privacidad, cocreó un curso sobre ética cibernética que se ha estado impartiendo desde 2013 hasta la actualidad (a fecha 2024). Fue cofundador de la revista española de ciencia ficción Sci-Fdi.

## Trayectoria
La tesis doctoral de Samer Hassan se centró en los desafíos metodológicos para la construcción de modelos de simulación social basados en datos. El modelo principal construido simuló la transición de los valores modernos a los valores posmodernos en España. Su trabajo metodológico también exploró la combinación de diferentes tecnologías de Inteligencia Artificial, es decir, agentes software con lógica difusa, minería de datos, procesamiento del lenguaje natural y microsimulación. La investigación interdisciplinar de Hassan abarca múltiples campos, incluidas las comunidades colaborativas en línea, las tecnologías descentralizadas, las organizaciones autónomas descentralizadas basadas en blockchain, el software libre o de código abierto, la producción entre pares basada en los comunes, la simulación social basada en agentes, los movimientos sociales y la ciberética. Ha publicado más de 60 trabajos en estos campos.
En su periodo postdoctoral se centró en experimentar con múltiples sistemas de software para facilitar la economía colaborativa, por ejemplo, el etiquetado de la web semántica para iniciativas basadas en los comunes, la distribución de valor en comunidades de producción de pares, asistentes virtuales para asambleas, software colaborativo descentralizado en tiempo real, gobernanza y reputación descentralizada basada en blockchain.
Hassan fue investigador principal del socio de la UCM en el proyecto P2Pvalue, financiado con fondos europeos, sobre la creación de herramientas web descentralizadas para comunidades colaborativas. Como tal, dirigió el equipo que creó SwellRT, un backend-as-a-service federado centrado en facilitar el desarrollo de aplicaciones con colaboración en tiempo real. El proyecto fue adoptado por la Apache Software Foundation, y la propiedad intelectual fue transferida en 2017. Como parte de esta línea de investigación, el equipo de Hassan también desarrolló dos aplicaciones basadas en SwellRT, "Teem" para la gestión de colectivos sociales y Jetpad, un editor federado en tiempo real. Presentó las innovaciones relativas a este software en el Centro Berkman Klein de Harvard y en el Centro de Investigación sobre Computación y Sociedad de Harvard.
Otras líneas de investigación ofrecieron resultados más allá de las publicaciones. "Wikichron" es una herramienta web para visualizar las métricas de la comunidad MediaWiki, actualmente en producción y disponible para terceros. "Decentralized Science" es una empresa spin-off para facilitar la ciencia abierta usando infraestructura descentralizada, seleccionado por la Comisión Europea y por Mozilla para recibir financiación como empresa social. Su investigación sobre modelos de blockchain y crowdfunding le otorgó una comisión de Triple Canopy.
Como parte de su proyecto europeo ERC "P2P Models", Samer Hassan y su equipo están investigando si la tecnología blockchain y las Organizaciones Autónomas Descentralizadas podrían contribuir a mejorar la gobernanza de las comunidades de la economía colaborativa, tanto online como offline. Su trabajo ha sido destacado por estudiar los impactos de la gobernanza con blockchain, proponer alternativas a la economía colaborativa actual, por mostrar formas emergentes de Inteligencia Artificial o por destacar cuestiones de género en el campo. Hassan ha sido invitado a presentar el proyecto en la Escuela Harvard Kennedy, el MIT Media Lab, el Harvard's Data Privacy Lab, el Harvard's Center for Research on Computation and Society y el Harvard's SEAS EconCS. El diputado británico y líder de la oposición, Ed Miliband, destacó su investigación y su impacto potencial en políticas públicas.

## Trabajos seleccionados
- Arroyo, Javier; Davó, David; Martínez-Vicente, Elena; Faqir-Rhazoui, Youssef; Hassan, Samer (8 de noviembre de 2022). DAO-Analyzer: Exploring Activity and Participation in Blockchain Organizations (en inglés). ACM. pp. 193-196. ISBN 978-1-4503-9190-0. doi:10.1145/3500868.3559707. Consultado el 20 de abril de 2024.
- Rozas, David; Tenorio-Fornés, Antonio; Díaz-Molina, Silvia; Hassan, Samer (2021-01). «When Ostrom Meets Blockchain: Exploring the Potentials of Blockchain for Commons Governance». SAGE Open (en inglés) 11 (1): 215824402110025. ISSN 2158-2440. doi:10.1177/21582440211002526. Consultado el 20 de abril de 2024.
- Faqir-Rhazoui, Youssef; Ariza-Garzón, Miller-Janny; Arroyo, Javier; Hassan, Samer (8 de mayo de 2021). «Effect of the Gas Price Surges on User Activity in the DAOs of the Ethereum Blockchain». Extended Abstracts of the 2021 CHI Conference on Human Factors in Computing Systems. CHI EA '21 (Association for Computing Machinery): 1-7. ISBN 978-1-4503-8095-9. doi:10.1145/3411763.3451755. Consultado el 20 de abril de 2024.
- Hassan, Samer; De Filippi, Primavera (20 de abril de 2021). «Decentralized Autonomous Organization». Internet Policy Review (en inglés) 10 (2). ISSN 2197-6775. doi:10.14763/2021.2.1556. Consultado el 20 de abril de 2024.
- Joint Research Centre (European Commission); Hassan, Samer; Hakami, Anna; Brekke, Jaya Klara; De Filippi, Primavera; Lopéz Morales, Genoveva; Pólvora, Alexandre; Orgaz Alonso, Christian et al. (2020). Scanning the European ecosystem of distributed ledger technologies for social and public good: what, why, where, how, and ways to move forward. Publications Office of the European Union. ISBN 978-92-76-21578-3. doi:10.2760/300796. Consultado el 20 de abril de 2024.
- Filippi, Primavera De; Hassan, Samer (14 de noviembre de 2016). «Blockchain technology as a regulatory technology: From code is law to law is code». First Monday (en inglés). ISSN 1396-0466. doi:10.5210/fm.v21i12.7113. Consultado el 20 de abril de 2024.